# تأثير التموج

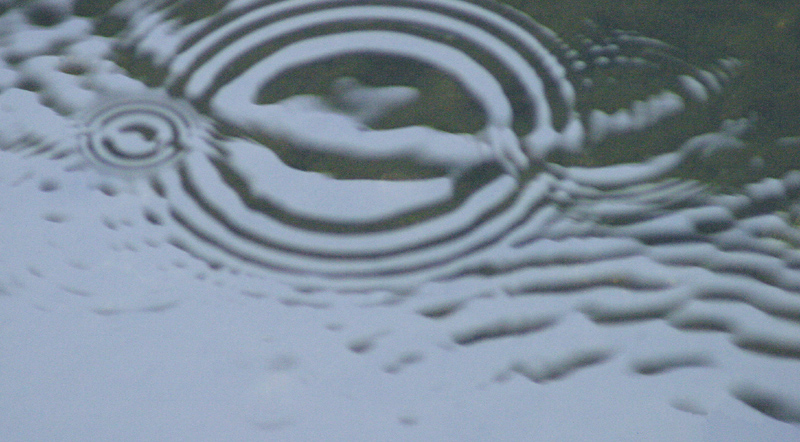
تموجات على الماء

تأثير تموج هو الوضع الذي، مثل التموجات التي تمتد عبر الماء عندما يتم إسقاط كائن في ذلك، يمكن اتباع تأثير من حالة أولية إلى الخارج تدريجيا.
غالباً ما يستخدم تأثير التموج بالعامية ليعني مضاعف (الاقتصاد).
في علم الاجتماع، يمكن ملاحظة كيف يمكن أن تؤثر التفاعلات الاجتماعية على الحالات التي لا ترتبط مباشرة بالتفاعل الأولي، وفي الأنشطة الخيرية، حيث يمكن نشر المعلومات ونقلها من مجتمع إلى آخر؛ لتوسيع تأثيرها.
وقد طُبق هذا المفهوم في علوم الحاسوب، في مجال مقاييس البرمجيات كتدبير من تدابير التعقيد.